# Alysia sirin
Alysia sirin (лат.) — вид паразитических наездников рода Alysia из семейства Braconidae (Alysiinae, Hymenoptera). Восточная Азия.

## Распространение
Восточная Палеарктика, Япония, Россия (Приморский край), Южная Корея. Подвид Alysia sirin insularis: Сахалин и Кунашир (Курильские острова), Кюсю (Япония).

## Описание
Мелкие наездники-бракониды (около 4 мм). Тело чёрное, но метасома полностью бледно-жёлтая; усики тёмно-коричневые в основании, вершинные части бледно-жёлтые (два вершинных сегмента отсутствуют); задние ноги в основании трехцветные, тазики бледно-жёлтые, вершинная часть заднего бедра и задние голени желтовато-коричневые, задняя часть заднего бедра, задние голени и задние лапки красновато-коричневые. Усики 31—38-члениковые. От близких видов отличается следующими признаками: антенны с 5—10 белыми сегментами субапикально; первый метасомальный тергит в 2,4—3,0 раза длиннее своей апикальной ширины. Первый членик жгутика усика длиннее второго, глаз слабо овальный, наличник треугольной формы, широкий и выступающий вперед; мандибулы с 3 зубцами, пронопе отсутствует, нотаули развиты. Птеростигма крупная, жилка 2-SR переднего крыла слегка изогнута, первая дискальная ячейка короче ширины в медианной длине. Предположительно как и близкие виды эндопаразитоиды личинок мух.